# Romașkî, Melitopol
Romașkî (în ucraineană Ромашки, în germană Darmstadt) este un sat în comuna Dolînske din raionul Melitopol, regiunea Zaporijjea, Ucraina. Satul a fost locuit de germanii pontici.  

## Demografie
Componența lingvistică a localității Romașkî
     Rusă (87,82%)
     Ucraineană (12,18%)
Conform recensământului din 2001, majoritatea populației localității Romașkî era vorbitoare de rusă (87,82%), existând în minoritate și vorbitori de ucraineană (12,18%).